# Devaraja
Devaraja is een Sanskriet woord en betekent letterlijk 'god-koning'. Deva betekent god, raja betekent koning. Aangenomen wordt dat de monarch de incarnatie van een bepaalde godheid is, en dat na de dood zijn meest subtiele zelf met die godheid wordt verenigd, en dus als zodanig vereerd wordt in een tempel, opgedragen aan de overleden ziel van de monarch.

## Achtergrond en geschiedenis

### Oorsprong
De devaraja-cultus is waarschijnlijk in de achtste eeuw na Chr. ontstaan op Java. De Canggal-inscriptie uit 732, gevonden in de regio Kedu op Java, meldt dat koning Sañjaya een linga opgericht heeft in een tempel gewijd aan Shambhu, een manifestatie van god Shiva. Koning Sañjaya werd later beschouwd als de stichter van de dynastie die regeerde over het koninkrijk Mataram.

### In het Khmer-rijk
Het is heel goed mogelijk dat de latere Khmer-koning Jayavarman II dit gebruik vanuit Java, waar hij een tijd gewoond had, meenam naar het Khmer-rijk, dat de Khmers zelf overigens Kambuja of Kambujadesha noemden. Nadat Jayavarman II zijn koninkrijk gevestigd had, gaf hij een brahmaanse priester opdracht om in zijn nieuwe hoofdstad, Mahendraparvata, op wat tegenwoordig de berg Phnom Kulèn wordt genoemd, een ritueel uit te voeren op basis van de teksten van de Vināśikha, Nayottara, Sammoha en de Śiraccheda dat hem tot cakravartin en devaraja transformeerde. Daartoe daalde op wonderbaarlijke wijze een linga op de berg neer. Deze linga verhuisde mee toen Jayavarman II later zijn hoofdstad verplaatste naar een plek veertig kilometer zuidelijker vlak bij het huidige Roluos. Een cakravartin is een 'universele koning' aan wie andere vorsten hun dienstbaarheid moeten tonen en daarmee vazallen van hem worden. Devaraja betekent dat de koning een 'godkoning' is.  De transformatie van de koning tot devaraja leidde niet tot een aanbidding of cultus van de  vorst zelf. 

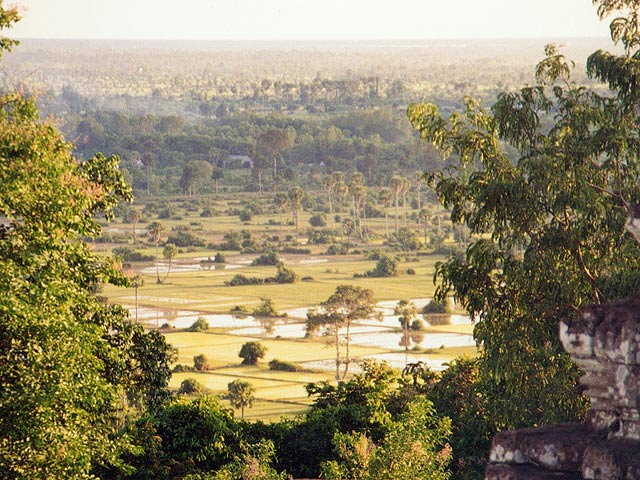
Rijstvelden in de omgeving van Angkor (foto: Manfred Werner, 6 juni 2004)

Het betekende meer dat de koning als de personificatie van een godheid, meestal Shiva of Vishnu, op aarde werd beschouwd. De rol van de vorst in de rituelen, inscripties, en de bouw van tempels bevestigde die goddelijke grandeur. 's Konings onderdanen geloofden dat de vorst door middel van zijn band met de godheid in staat was goddelijke interventie af te roepen. Hij kon zijn bevolking zodoende behoeden voor ziekten, misoogsten en rampspoed. Hierin speelt ook een rol dat de koning uiteindelijk verantwoordelijk was voor een goed waterbeheer ten behoeve van de verbouw van de rijst en daarmee ook voor de vruchtbaarheid van het land en voor een goede voedselvoorziening. Het hindoeïsme is van oorsprong een vruchtbaarheidsreligie.
Dit concept van een absoluut goddelijk geïnspireerd koningschap verschilde met dat in gelijktijdig India. In India was de koning een kshatriya (lid van de kaste van bestuurders en krijgers) en daarmee ondergeschikt aan de priesters (brahmanen) en dus naar de bevolking toe tegelijkertijd meester en dienaar. De rol als medium van een godheid, als devaraja, lijkt uniek te zijn geweest voor Zuidoost-Azië; in India was dit de rol van een machtige priesterklasse. Een belangrijke oorzaak voor deze Zuidoost-Aziatische bijzonderheid kan zijn dat het allemaal rijken waren waarin de koning of koningin uiteindelijk verantwoordelijk was voor het waterbeheer ten behoeve van de rijstverbouw.
Ook latere koningen in het Khmer-rijk lieten zich devaraja noemen en hadden een dikwijls gouden linga.
De Nieuw-Zeelandse geleerde Charles Higham is overigens van mening dat de betekenis van de devaraja-cultus in Kambujadesha te veel overdreven wordt.

### Java

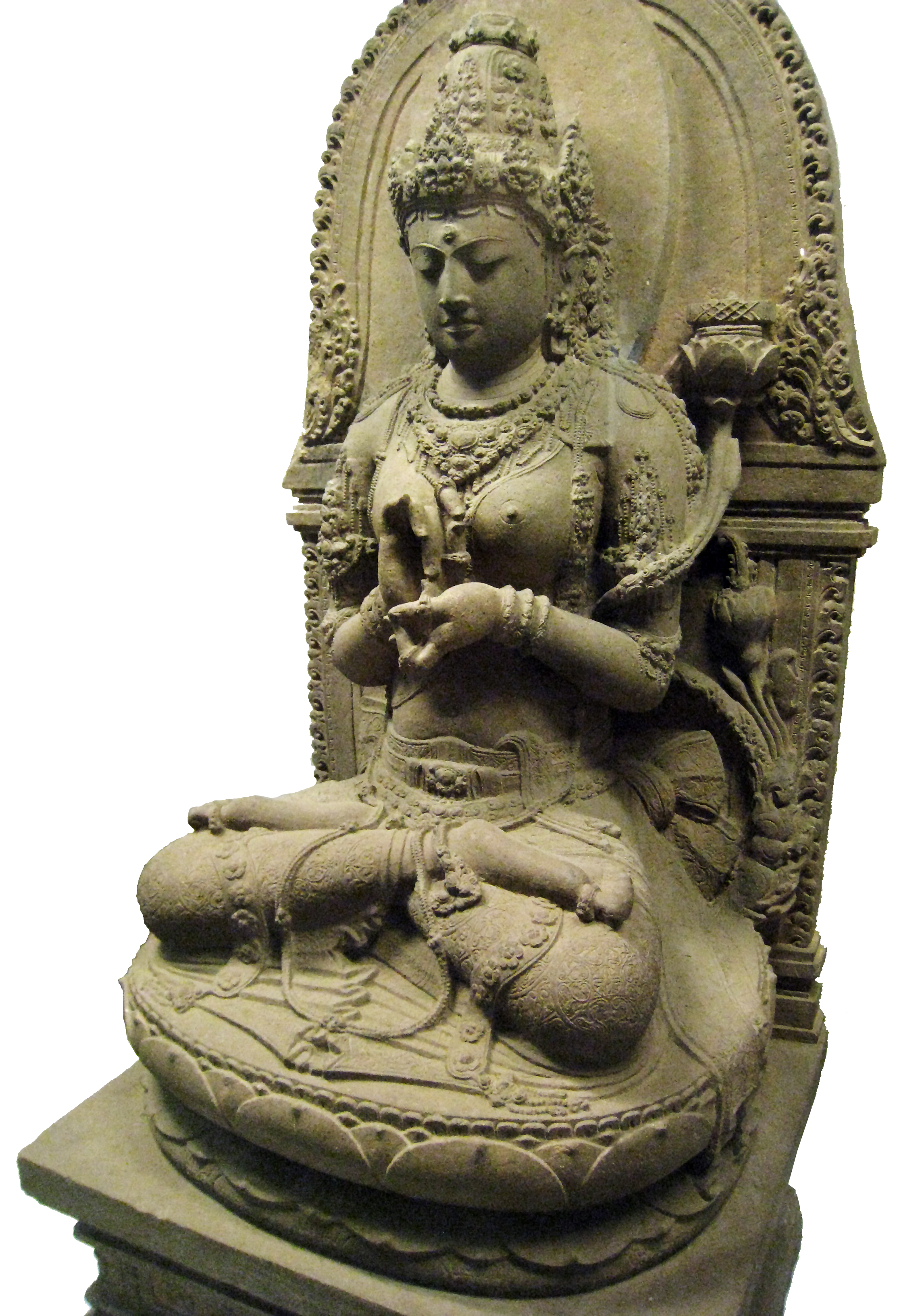
De serene schoonheid van dit Prajñaparamita-beeld dat vlak bij een tempel in Singhasari werd gevonden stelt volgens sommigen Ken Dedes, de vrouw van Tunggul Ametung en later Ken Arok, voor.

Op Java was de ontwikkeling anders. Daar kwam de term devaraja niet voor, maar het concept bestond wel. Ook van de Javaanse koningen van de koninkrijken van Kediri, Singhasari en Majapahit, en mogelijk ook eerder in Mataram en later in Shrivijaya, werd aangenomen dat zij tijdens hun regering een personificatie van de godheid op aarde waren. Maar op Java werd dat hierin uitgedrukt dat de stoffelijke resten van een vorst of vorstin bijgezet werden in een zogenaamde candi. Het woord candi is het gewone Indonesische woord voor tempel, maar de meer specifieke betekenis van dit woord is dat in een candi de stoffelijke resten van koningen en belangrijke priesters waren opgeslagen. Zo zijn de stoffelijke resten van koning Kertanegara van het rijk van Singhasari bijgezet in de Candi Singosari en die van de grote koning van Majapahit, Hayam Wuruk, in de Candi Paramasukapura in Tajung. Het beeld van de hoofdgod was in dat geval een portret van de vorst of vorstin. Een mooi voorbeeld hiervan is het beeld van de boeddhistische godin Prajñaparamita dat Ken Dedes, een van de koninginnen van Singhasari zou voorstellen.

### Bali
Verder werden veel later ook de koningen van de kleine hindoeïstische vorstendommen op Bali beschouwd als personificaties van god op aarde. Bovendien speelde ook hier de uiteindelijke verantwoordelijkheid voor het waterbeheer voor de verbouw van rijst een rol. Sterker nog, als bleek dat zij in deze functie faalden, omdat er ziekte in het gewas kwam, misoogsten waren, en zij nederlagen leden in de oorlogen die zij voerden, bleken zij niet meer goddelijk geïnspireerd te zijn en mochten zij worden afgezet. Matilas heette dat.

## Nawoord
Het concept van de god-koning komt niet alleen voor in Zuidoost-Azië. Het is ook in zeer uiteenlopende varianten bekend in andere culturen en religies. Zo werden de Egyptische farao's als god-koningen beschouwd, de koningen van Sumerië en Babylonië, de hellenistische koningen die na de dood van Alexander de Grote (356-323 v. Chr.) aan de macht kwamen, en niet te vergeten de Romeinse keizers. Zij werden dikwijls god, goddelijk of zoon van god genoemd en heersten in de ogen van hun onderdanen inderdaad als goden over het grondgebied van hun koninkrijk of keizerrijk.